# Tompaládony
Tompaládony község Vas vármegyében, a Sárvári járásban. A település több kisebb falu egyesítésével jött létre, korábban Sopron vármegye része volt.

## Fekvése
Sárvártól 16 kilométerre északnyugatra fekszik, a Répce folyó bal parti oldalán, a vármegye északi részén, nem messze Győr-Moson-Sopron vármegye déli határszélétől. Három többé-kevésbé elkülönülő településrésze Pórládony, attól keletre Berekalja és annak is keleti szomszédságában Tompaháza.
A közvetlenül határos települések: észak felől Nemesládony, kelet felől Nagygeresd, délkelet felől Vasegerszeg, dél felől Hegyfalu, nyugat felől Mesterháza, északnyugat felől pedig Sajtoskál.

### Megközelítése
Legfontosabb közúti megközelítési útvonala a 84-es főút, amely dél-északi irányban végighalad legnépesebb településrésze, Pórládony központján. Keresztirányban a 8614-es út szeli át a települést, ezen érhető el Berekalja és Tompaháza is. Nemesládonnyal és Sajtoskállal a 8642-es út kapcsolja össze.
Korábban áthaladt rajta a Sárvár–Répcevis–Felsőlászló-vasútvonal, melynek egy (Mesterházával közös) állomása is volt itt, a pórládonyi falurész nyugati szélén. E vonal 1974-es megszüntetése óta a községet vasútvonal nem érinti, a legközelebbi vasúti csatlakozási lehetőséget a Répce túlparti oldalán húzódó Hegyeshalom–Porpác-vasútvonal Hegyfalu vasútállomása kínálja, alig 3 kilométerre déli irányban.

## Története
1234-ben Ladun néven említik először. Neve valószínűleg a magyar Lád nemzetségnévből származik, de nem kizárt a szláv eredet (Vladin) sem. Közelében már ekkor állt Szent Miklós tiszteletére szentelt egyháza. 1395-ben Ladon néven szerepel. 1410-ben Eghazasladon a neve, Szent Miklós templomával.
A település a középkor folyamán több részre szakadt, ezek Alsóládony, Berekaljaládony és Bánládony voltak.
Berekalját 1360-ban Berekalialadun alakban említik. 1412-ben Berekallyladon, 1439-ben Berekolladon, 1493-ban Berekalya néven szerepel az írott forrásokban.
1362-ben Felső- és Alsóládonyt is megemlítik Felseuladon, illetve Alsouladon alakban. 1452-ben Felladon település szerepel. Bánládony 1439-ben fordul először elő Banladon alakban, míg Pusztaládonyt 1438-ban említik Pusthaladon néven.

"Ez adatok szerint hihető, hogy a régi Fel-Ládony a régi Egyházas-Ládonynyal ugyanegy s a mai Nemes-Ládonynak, ? Alsó-Ládony (köznemesi birtok, egyebek közt a Tompa családé) a mai Tompaházának, ? Berekaija-Ládony (köznemesi birtok) a mai Berekalja helységnek, ? Bán-Ládony (paraszt falu) a mai Pór-Ládonynak felel meg (Sajtos-Kál szomszédságában kelet-dél felé); Puszta-Ládony pedig szintén e tájon, a mai Mesterháza és Csernelháza között terült el." 
Berekaljaládony 1871-ben Tompaházába olvadt bele. Tompaházát általában a korábbi Alsóládonnyal azonosítják. Első írásos említése ezen a néven 1773-ban történik, nevét birtokosáról a Tompa családról kapta.
Vályi András szerint "TOMPAHÁZA. Magyar falu Sopron Várm. földes Urai több Urak, lakosai katolikusok, és evangelikusok, fekszik Nemes-Adonynak szomszédságában, és annak filiája, Sopronhoz 5 1/8 mértföldnyire; határja sovány, térséges, 2 nyomásbéli, búzát, rozsot, árpát, zabot, és kukoritzát terem; erdeje, szőleje nints, szénája elég terem, legelője szoros." 
"BEREG ALLYA. v. Berek allya. Elegyes lakosú falu Sopron Vármegyében, birtokosai Horvat, és más Uraságok, lakosai katolikusok, fekszik Reptze vize mellett Nemes Ladánynak szomszédságában, mellynek filiája Csepregtöl más fél mértföldnyire, tsekélyes tulajdonságaihoz képest, harmadik Osztálybéli." 
"Nemes Ladony, Pór Ladony. Két magyar falu Sopron Várm. Nemes Ladonynak földes Urai több Uraságok, Pór Ladonynak pedig G. Niczky Uraság, lakosai katolikusok, és evangelikusok, fekszenek Soprontól N. Ládony 4 7/8, a’ másik 5 1/4 mértföldnyire, határbéli földgyeik soványak, szőlejék, ’s erdejek nints." 

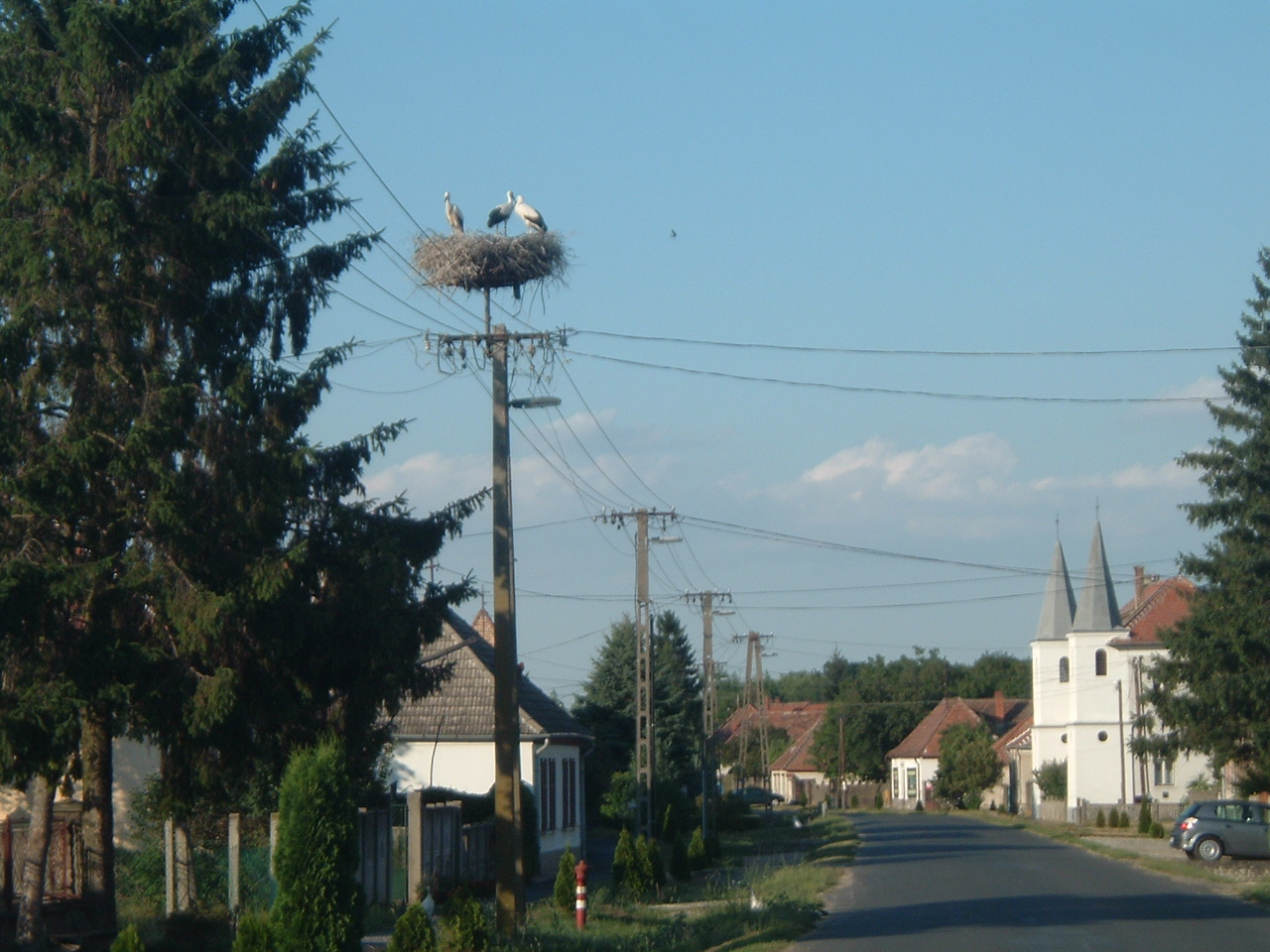
Tompaládony

Fényes Elek szerint "Tompaháza, magyar falu, Sopron vgyében, a Rábaközben, 300 lak., róna termékeny határral. Többen birják. Ut. p. Sopron."
"Berekalja és Tompaháza, két egymás mellett fekvő magyar falu, Sopron vgyében,, a Répcze mellékén, Sopronhoz délre 5 1/2 mfd., 58 kath., 283 evang. lak. A két helység határa 726 hold, mellyből 450 h. szántóföld, 230 h. rét. Földe részint fekete agyag, részint kövecses; rétjei zsirosak. Több nemesek birják."
"Pór-Ladány, magyar falu, Sopron vmegyében, a Répcze mellékén, Sopronhoz délre 5 1/2 mfld. 183 kath., 145 evang. lak. Határa róna s kiterjed 1015 holdra, mellyből 650 h. szántó, 157 hold rét, 164 h. legelő. Földje igen termékeny; rétjei különösen zsiros szénát adnak; gyümölcse is van, s baromfit nagy mértékben tenyészt. Birja Ruprecht János."

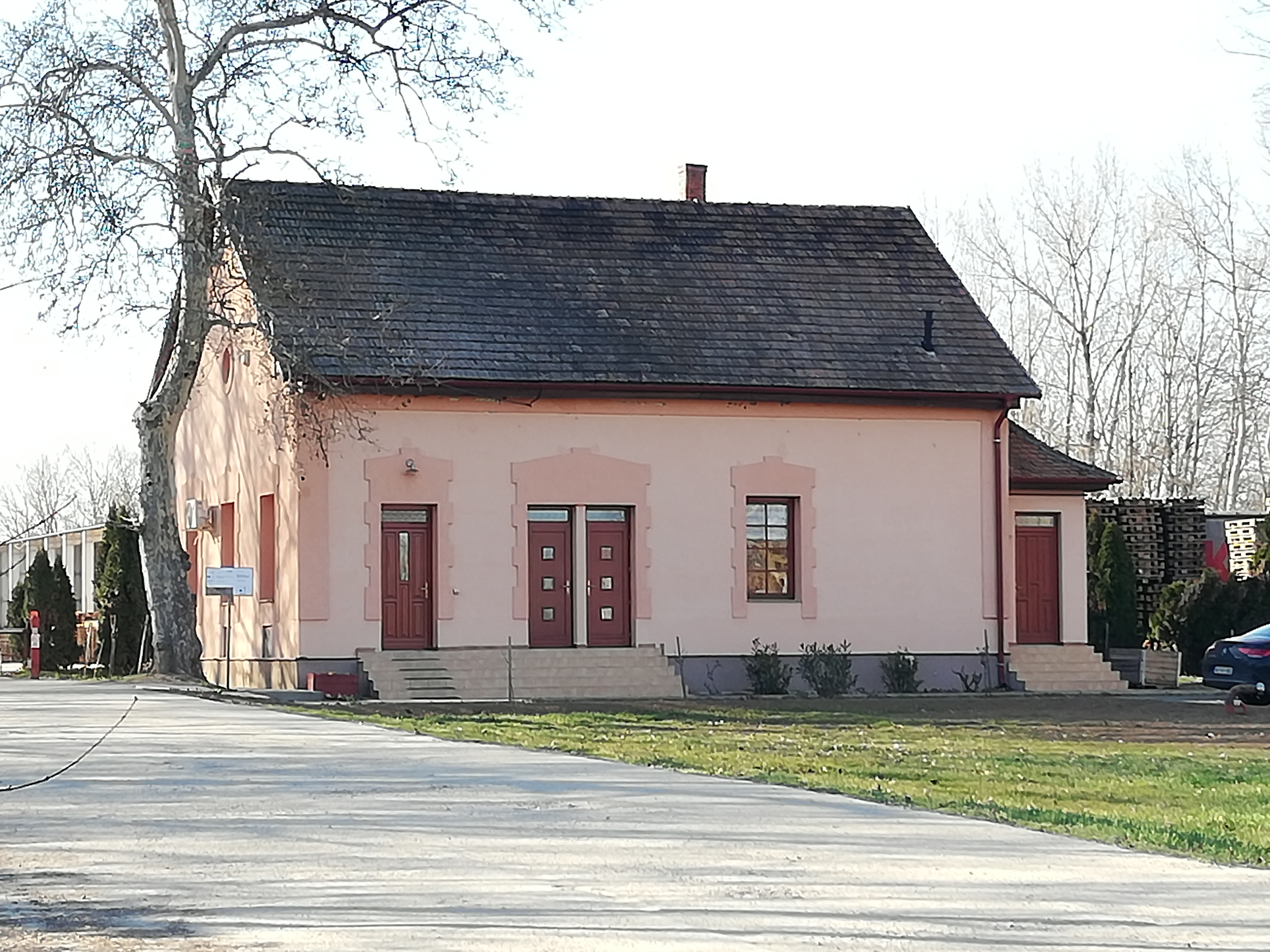
Tompaládony-Mesterháza vasútállomás felújított felvételi épülete 2025-ben (magántulajdonban)

Pórládonynak 1907-ben 481 lakosa volt.
Az egyesített Berekalja és Tompaháza a 20. század elején a Berektompaháza nevet kapta. 1907-ben 402 lakosa volt. A települést 1941-ben Pórládonnyal egyesítették Tompaládony néven. Nemesi birtok volt.

## Közélete

### Polgármesterei
- 1990–1994: Dr. Köppel József (független)[7]
- 1994–1998: Hoós János (független)[8]
- 1998–2002: Ifj. Hoós János (független)[9]
- 2002–2006: Ifj. Hoós János (független)[10]
- 2006–2010: Ifj. Hoós János (független)[11]
- 2010–2014: Tóth Edit (független)[12]
- 2014–2019: Hodvogner László (független)[13]
- 2019–2024: Molnár Ildikó (független)[14]
- 2024– : Kajtár Máté (független)[1]

## Népesség
A település népességének változása:
| Lakosok száma | 305  | 297  | 296  | 290  | 325  | 320  | 329  |
|               | 2013 | 2014 | 2015 | 2021 | 2022 | 2023 | 2024 |

A 2011-es népszámlálás során a lakosok 96%-a magyarnak, 3,3% németnek, 3,6% cigánynak, 0,3% horvátnak mondta magát (2,3% nem nyilatkozott; a kettős identitások miatt a végösszeg nagyobb lehet 100%-nál). A vallási megoszlás a következő volt: római katolikus 57,8%, református 2%, evangélikus 32%, felekezet nélküli 1,7% (6,3% nem nyilatkozott).
2022-ben a lakosság 94,5%-a vallotta magát magyarnak, 4% németnek, 2,8% cigánynak, 0,3-0,3% örménynek, bolgárnak, görögnek és szlováknak, 2,8% egyéb, nem hazai nemzetiségűnek (4% nem nyilatkozott; a kettős identitások miatt a végösszeg nagyobb lehet 100%-nál). Vallásuk szerint 45,8% volt római katolikus, 22,8% evangélikus, 2,5% református, 0,9% görög katolikus, 0,3% egyéb keresztény, 1,5% egyéb katolikus, 4% felekezeten kívüli (22,2% nem válaszolt).

## Nevezetességei
- A Kisboldogasszony tiszteletére szentelt római katolikus temploma.

## Ismert emberek, akik a településhez köthetők
- Pórládonyban született 1928. március 8-án Karai János gépészmérnök, egyetemi tanár, a Kertészeti és Élelmiszeripari Egyetem egykori dékánja és több évtizeden át tanszékvezetője.

## Külső hivatkozások
- Tompaládony térképe Archiválva 2007. november 10-i dátummal a Wayback Machine-ben
- Tompaládony a Sopronhotels honlapján